# 2nd ~Shimiwataru Omoi~
Albums de Natsumi Abe
Hitori Bocchi
(2004) 25 ~Vingt-Cinq~
(2007)
Singles
1. Datte Ikitekanakucha
Sortie : 2004
2. Koi no Telephone Goal
Sortie : 2004
3. Yume Naraba
Sortie : 2005
4. Koi no Hana
Sortie : 2005

 2nd ~Shimiwataru Omoi~  (2nd ~染みわたる想い~) est le deuxième album en solo de Natsumi Abe, sorti en 2006.

## Présentation
L'album, écrit et produit par Tsunku (sauf un titre), sort le 29 mars 2006 au Japon sous le label hachama, deux ans après le précédent album de la chanteuse, Hitori Bocchi. Il atteint la 9e place du classement de l'Oricon, et reste classé pendant quatre semaines, se vendant à 23 972 exemplaires durant cette période. Une première édition de l'album sort dans un boitier spécial avec une couverture différente incluant des cartes de collection.
L'album contient douze titres : huit nouvelles chansons, et les chansons-titres des quatre singles de la chanteuse sortis durant les deux années précédentes : Datte Ikitekanakucha, Koi no Telephone Goal, Yume Naraba, et Koi no Hana (le seul titre qui n'est pas de Tsunku, mais de Bulge).

## Liste des titres
1. Gakusei Jidai  (学生時代?)
2. Koi no Hana  (恋の花?)
3. F.O. (pour "Fade Out")
4. Yūgure Sakusen Kaigi  (夕暮れ作戦会議?)
5. Yume Naraba  (夢ならば?)
6. Nichiyōbi What's Going On?  (日曜日 What's Going On??)
7. Tokyo Michikusa  (東京みちくさ?)
8. Datte Ikitekanakucha  (だって 生きてかなくちゃ?)
9. Elevator Futaripocchi  (エレベーター二人ぽっち?)
10. Koi no Telephone Goal  (恋のテレフォンGOAL?)
11. Chottozutsu ne.  (ちょっとずつね。?)
12. Ending  (エンディング?) (titre vocal)